# Quần đảo Admiralty
Quần đảo Admiralty là một nhóm gồm mười tám đảo thuộc quần đảo Bismarck, ở phía bắc đảo New Guinea tại Nam Thái Bình Dương. Nhóm đảo này đôi khi cũng được gọi là quần đảo Manus theo tên hòn đảo lớn nhất. Những khu rừng mưa nhiệt đới bao phủ các hòn đảo trong nhóm. Quần đảo là một phần của tỉnh Manus, tỉnh nhỏ nhất và ít cư dân nhất tại Papua New Guinea. Tổng diện tích của quần đảo là 2.100 km2 (810 dặm vuông Anh). Nhiều hòn "đảo" trong nhóm là rạn san hô vòng và không có người cư trú.
Các đảo lớn nhất nằm ở trung tâm của nhóm đảo, gồm đảo Manus và đảo Los Negros. Các hòn đảo lớn khác là Tong, Pak, Rambutyo, Lou, và Baluan ở phía đông, Mbuke ở phía nam và Bipi ở phía tây của đảo Manus. Các đảo khác có ý nghĩa trong lịch sử của Manus bao gồm Ndrova, Pitylu và Ponam.
Nhiệt độ của quần đảo Admiralty chỉ biến đổi tương đối nhỏ trong suốt cả năm, nhiệt độ ban ngày cao đến 30–32 °C (86–90 °F) và 20–24 °C (68–75 °F) vào ban đêm. Lượng mưa trung bình hàng năm là 3.382 mm (133 in) và có phần theo mùa, với tháng 6-tháng 8 là những tháng ẩm ướt nhất.
Manus có cao độ lớn nhất là 700 m (2.300 ft) và có nguồn gốc núi lửa và có thể đã nổi lên trên mặt biển từ cuối thế Miocen, 8–10 năm trước. Nền đất của các đảo được hình thành trực tiếp từ núi lửa hoặc từ các đá vôi san hô được nâng cao lên.
Đô thị chính của quần đảo là Lorengau trên đảo Manus, được kết nối bằng đường bộ đến một sân bay trên đảo Los Negros, và có thể vận chuyển quanh các đảo bằng thuyền. Có rất ít hoạt động du lịch tại quần đảo mặc dù biển ở đây có sức thu hút đối với các thợ lặn, Jean-Michel Cousteau đã dành thời gian tại đảo Wuvulu lân cận vào thập niên 1970.